# Aleksander Isačenko
Aleksander Vasiljevič Isačenko (rusko Алекса́ндр Васи́льевич Иса́ченко), rusko-slovensko-avstrijski jezikoslovec, literarni zgodovinar (verzolog), slavist in slovenist, * 21. december 1910, Sankt Peterburg, Ruski imperij (danes Rusija), † 19. marec 1978, Celovec, Avstrija.

## Življenje in delo
Šolal se je v Avstriji, kjer je na Dunaju študiral slavistiko, germanistiko in primerjalno indoevropsko jezikoslovje. Slavistiko je poslušal pri enem vodilnih članov praškega lingvističnega krožka Nikolaju Sergejevič Trubeckoju. Po končanem študiju se je izpopolnjeval v Parizu, nato še eno leto v Pragi, kjer je tudi sam postal član praškega lingvističnega krožka.
Svojo poklicno pot je začel kot lektor za ruski jezik na dunajski filozofski fakulteti. Leta 1938 je prišel v Ljubljano, kjer je kot privatni docent predaval rusko oziroma vzhodnoslovansko zgodovinsko slovnico. Predaval je v Bratislavi, Olomoucu in nazadnje v Pragi. Vmes je gostoval po številnih evropskih in ameriških univerzah. Nekaj let je živel v Berlinu, kjer je pri Nemški akademiji znanosti sodeloval z germanisti in pomagal uvajati sodobne metode v germanistiki. Leta 1970 je prevzel katedro za splošno jezikoslovje na novoustanovljeni Univerzi v Celovcu. Bil je dopisni član češkoslovaške, nemške in avstrijske akademije znanosti, član številnih jezikoslovnih društev in sourednik oz. urednik znanstvenih revij (npr. International Journal of Slavic Linguistics and Poetics, Russian Linguistics).
Njegov opus obsega približno dvajset knjig in več kot dvesto razprav, člankov in recenzij. Poleg širšega območja splošnega in slovanskega primerjalnega jezikoslovja je obravnaval probleme posameznih slovanskih jezikov, predvsem ruščine, vendar je napisal pomembne prispevke tudi o jezikih dežel, kjer je deloval: o slovenščini, slovaščini in češčini. Zanimale so ga vse ravnine jezika, tako s sinhronega kot diahronega stališča, tudi metrika in književnost. V letih, ki jih je preživel v Ljubljani, je objavil razpravo Narečje vasi Sele na Rožu (1939), ki je pomenila novost v slovenski dialektologiji, saj je opisovala glasovni in morfološki ustroj nekega narečja s strukturalno metodo. Drugo pomembno delo o slovenščini je Slovenski verz (1939), kjer je ob naslonitvi na izsledke ruskih in čeških formalistov skušal dognati zakonitosti slovenske metrike. Napisal je razpravo o jeziku in izvoru Brižinskih spomenikov, kjer je zastopal tezo, da so le slovenska redakcija besedil, ki so nastali pod vplivom velikomoravskega starocerkvenoslovanskega izročila, kar je kritika zavrnila. Poročen je bil s Trubeckojevo hčerko.
Medtem ko je deloval na celovški univerzi, je stalno vzdrževal stike z ljubljansko slavistiko.

## Izbrana bibliografija
- Slovenski verz. Ljubljana: Akademska založba, 1939 (COBISS), ponatis 1975. (COBISS)
- Narečje vasi Sele na Rožu. Ljubljana: Znanstveno društvo, 1939. (COBISS)
- Berimo ruski: zbirka kratkih ruskih tekstov in kratka slovnica. Ljubljana: Umetniška propaganda, 1941. (COBISS)
- Jazyk a pôvod Frizinských pamiatok: Sprache und Herkunft der Freisinger Denkmäler. Bratislava: Slovenská akadémia vied a umení,1943. (COBISS)
- Ne bojmo se ruščine!. Ljubljana: Modra ptica, 1939.  (COBISS)